# أرماند راسيل
أرماند راسيل هو سياسي كندي، ولد في 23 يونيو 1921 في كندا، وتوفي في 1 أكتوبر 2012 في نفس البلد. حزبياً، نشط في الإتحاد الوطني. وقد انتخب عضو الجمعية الوطنية في كيبك ‏.